# Stereoids
Stereoids (Eigenschreibweise: ste.rɔɪds) ist ein deutsches Hip-Hop-Produzenten-Team. Bekannt wurde Stereoids unter anderem durch Produktionen für Rapper wie RAF Camora, Alligatoah, Sierra Kidd und Joshi Mizu.

## Geschichte
Bereits mit 18 Jahren begannen die beiden Schulfreunde Benno Calmbach und Dominic Lieder aus Karlsruhe gemeinsam Musik zu machen und für unbekanntere nationale und internationale Künstler zu produzieren. 2011 zogen die beiden nach Berlin, wo sie RAF Camora kennenlernten, der einige Beats von ihnen für sein Album RAF 3.0 verwendete. Er öffnete ihnen die Türen im Musikbusiness und relativ schnell wurden die beiden zu Hausproduzenten des Independent-Labels Indipendenza. Zu den nächsten Produktionen gehörte Joshi Mizu, Marc Reis und Sierra Kidd.
Am 11. Juli 2014 erschien ihre erste eigene Veröffentlichung, die Extended Play Adrift, die vor allem Dubstep und House beinhaltet. Als Rapper ist der Karlsruher Rapper Schote vertreten, den die beiden über das Videobattleturnier (VBT) kennenlernten. Die EP wurde sowohl zum Verkauf angeboten, als auch später über ihre Facebook-Seite zum freien Download angeboten.

## Diskografie

### Eigene Veröffentlichungen
- 2014: Adrift (Extended Play, Indipendenza)

### Produktionen
- 2012: RAF 3.0 – RAF 3.0
- 2012: Joshi Mizu – Zu!Name (Free EP)
- 2013: Joshi Mizu – Zu!Gabe (Mixtape)
- 2013: RAF 3.0 – Hoch 2
- 2014: Marc Reis – Nostalgie
- 2014: RAF Camora, Chakuza & Joshi Mizu – Zodiak
- 2014: Joshi Mizu – MDMA
- 2014: Sierra Kidd – Nirgendwer
- 2015: RAF Camora – Die weiße EP
- 2015: Joshi Mizu – MDMD
- 2016: RAF Camora – Ghøst
- 2016: Pedaz – Schwermetall
- 2017: Pedaz – Malocherattitüde
- 2017: Y2 – Mixtape Wayne 2
- 2017: Chima Ede – Offene Gardinen

### Remixe
- 2014: Alligatoah – Willst du